# فرانسيسكو مارينو
فرانسيسكو مارينو (26 ديسمبر 1970 ميليتو دي بورتو سالفو إيطاليا - ) هو لاعب كرة قدم إيطالي يلعب كمهاجم.